# Astrocaryum alatum
Astrocaryum alatum là loài thực vật có hoa thuộc họ Arecaceae. Loài này được Loomis mô tả khoa học đầu tiên năm 1939.